# دریاچه آسترودیم
دریاچه آسترودیم (انگلیسی: Astrodym) یک دریاچه در استان نووسیبیرسک کشور روسیه است.